# (2205) Glinka
(2205) Glinka est un astéroïde de la ceinture principale.

## Description
(2205) Glinka est un astéroïde de la ceinture principale. Il fut découvert le 27 septembre 1973 à Nauchnyj par Lioudmila Tchernykh. Il présente une orbite caractérisée par un demi-grand axe de 3,00 ua, une excentricité de 0,12 et une inclinaison de 10,5° par rapport à l'écliptique.
Cet astéroïde est nommé en l'honneur du compositeur russe Mikhaïl Glinka (1804-1857).

## Compléments